# Koyamaea neblinensis
Koyamaea W.W.Thomas & Davidse es un género monotípico de plantas herbáceas de la familia de las ciperáceas. Su única especie, Koyamaea neblinensis,  es originaria de Brasil y Venezuela.

## Taxonomía
Koyamaea neblinensis fue descrita por W.W.Thomas & G.Davidse y publicado en Systematic Botany 14(2): 189, f. 1–4. 1989.